# Milano, Italia
Milano, Italia è stato un talk show trasmesso dal 1992 al 1994 su Rai 3.
Era trasmesso in diretta da quella che all'epoca era la città-simbolo di Tangentopoli. Il programma era trasmesso quotidianamente, cinque giorni alla settimana, all'interno di un teatro (prima il teatro Litta, poi l'Umanitaria di Milano), dove sul palco politici, giornalisti, imprenditori e magistrati si confrontavano sui temi di attualità. Ampio spazio era concesso agli interventi del pubblico in platea, non di rado aggressivi ed esasperati. 
La prima puntata è andata in onda il 15 giugno 1992 con la partecipazione del pm simbolo di Mani Pulite, Antonio Di Pietro.
Condotto inizialmente da Gad Lerner, il programma è stato poi affidato a Gianni Riotta (dal 7 giugno 1993) e infine a Enrico Deaglio (dal 10 gennaio 1994).